# Bobby Breen

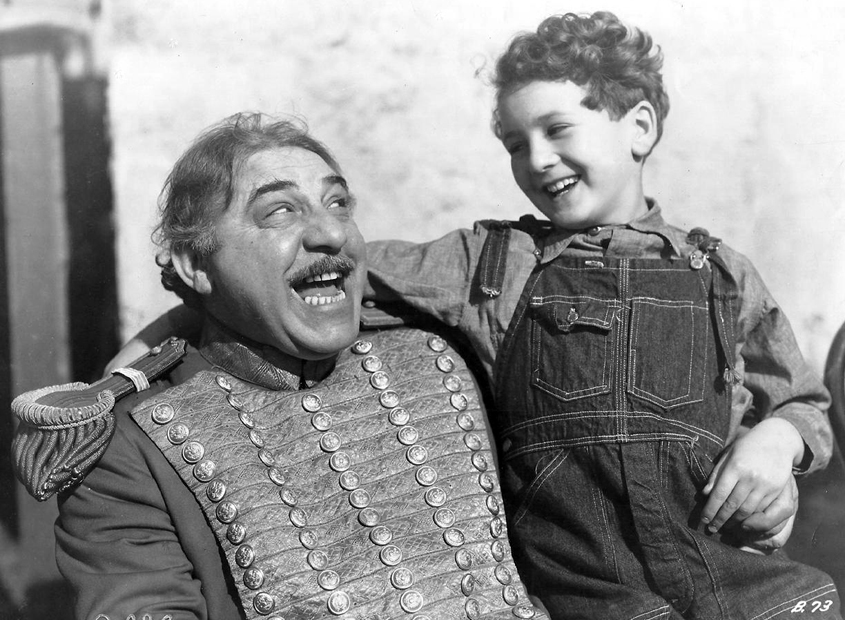
Con Henry Armetta in Let's Sing Again (1936)

Bobby Breen, nato Robert Isadore Borsuk (Montréal, 4 novembre 1927 – Pompano Beach, 19 settembre 2016), è stato un attore e cantante canadese naturalizzato statunitense, noto per i suoi ruoli di attore bambino e cantante alla radio e al cinema negli anni Trenta.

## Biografia
Robert Isadore Borsuk nacque a Montreal, in Canada, nel 1927 in una famiglia di immigrati ebrei, proveniente dall'Ucraina. Due anni dopo la famiglia si trasferì a Toronto.
Fu la sorella Sally, maggiore di lui di 9 anni e già un'affermata cantante, ad accorgersi per prima del talento vocale del fratellino e ad insegnargli il mestiere. A soli 4 anni Bobby già si esibì in locali pubblici (come il Silver Slipper Night Club e il Savarin Restaurant a Toronto), alla radio e nei teatri di vaudeville. Nel 1934 partì con la sorella in cerca di fortuna per gli Stati Uniti, prima a Chicago e poi a New York, dove frequentò la Professional Children's School e ottenne una piccola parte a Broadway nel musical Say When con Bob Hope.
Arrivò a Hollywood nel 1935 e iniziò la sua carriera cinematografica (sotto il nome anglicizzato di Bobby Breen) con il musical Let's Sing Again (1936), di cui fu protagonista assieme a Henry Armetta. Il successo fu tale che gli venne offerto un contratto triennale nel popolare programma radiofonico settimanale di Eddie Cantor, oltre che frequenti partecipazioni al Jack Benny Radio Show. Il successo significò anche un ritorno alla normalità nella vita di Bobby e della sorella: i genitori si ricongiunsero a loro in California e Bobby frequentò la scuola pubblica. Seguirono altri 7 film tra il 1936 e il 1939, sempre con la RKO Radio Pictures. In essi Breen diede pieno sfoggio delle sue doti canore e di interprete allegro e vivace. Al pari di Shirley Temple, alla quale fu spesso paragonato, si esibì da protagonista al fianco di celebrità come May Robson, Alan Mowbray, Margaret Hamilton, Charles Ruggles, Louise Beavers e Basil Rathbone. Acclamato dal pubblico per il suo talento vocale, Breen cantava indifferentemente in inglese, italiano, francese, e spagnolo. La sua cultura cosmopolita e la facilità nelle lingue e negli accenti gli resero possibile ruoli con diverse identità etniche.
Grazie a questi film, alla partecipazione ai programmi radiofonici e alle numerose incisioni discografiche, Breen si affermò come il bambino cantore più famoso degli anni Trenta.
Nel 1939 però la sua voce "si spezzò" a causa della pubertà, provocandone il ritiro forzato e repentino dal mondo dello spettacolo. La sua popolarità era ancora tale che allo scoppio della seconda guerra mondiale Breen fu assegnato, assieme a Mickey Rooney, al compito di intrattenere le truppe. Tornò al cinema in una piccola parte in Johnny Doughboy (1942), nel quale interpretò se stesso in un gruppo di ex attori bambini (tra cui anche Carl Switzer, George McFarland, Cora Sue Collins e Robert Coogan) impegnati nell'organizzazione di uno spettacolo di intrattenimento per l'esercito. La sua bella voce bianca apparteneva ormai al passato e Breen cantò solo un brano assieme a Carl Switzer e George McFarland.
Dopo la guerra, ora con una discreta voce da tenore, tornò a cantare negli anni Cinquanta e Sessanta in locali notturni, in giro per l'America. Apparve in un paio di programmi televisivi e per breve tempo nel 1964 fu legato con un contratto all'etichetta Motown di Detroit.
Nel 1967 il suo volto di cantante bambino apparve nella famosa copertina dell'album Sgt. Pepper's Lonely Hearts Club Band, nella quale i Beatles misero insieme i loro personaggi simbolo, con l'idea di radunare il pubblico davanti a cui avrebbero preferito esibirsi.
Dagli anni Settanta Breen diresse con successo in Florida un'agenzia teatrale, Bobby Breen Enterprises, che oltre alla ricerca di nuovi talenti si specializzò anche nel trovare nuove opportunità di lavoro per attori "dimenticati" ma dal passato glorioso.

## Vita personale
Nel 1953 Breen sposò la modella Jocelyn Lesh, dalla quale ebbe un figlio, ma la coppia si separò dopo pochi anni. Nel 1962 si risposò con Audrey Howard, che con lui dirigerà l'agenzia teatrale in Florida.
Morì il 19 settembre 2016 per cause naturali a 88 anni, tre giorni dopo la morte della moglie Audrey.

## Riconoscimenti
- Young Hollywood Hall of Fame (1930's)
- Il 12 febbraio, 2012, gli è assegnato il premio ""Forest Trace Honorary Octogenarian: Turn Back Time".

## Filmografia

### Cinema
- Let's Sing Again (1936)
- Rainbow on the River (1937)
- Buona notte amore! (Make a Wish) (1937)
- Hawaii Calls (1938)
- Breaking the Ice (1938)
- Fisherman's Wharf (1939)
- Way Down South (1939)
- Escape to Paradise (1939)
- Johnny Doughboy (1942)

### Televisione
- Jack Hylton Presents, serie TV (episodio del 23 dicembre 1955)
- The Ken Dodd Show, serie TV (episodio del 19 maggio 1962)